# Hugues Ier de Bourgogne
Pour les articles homonymes, voir Hugues Ier et Hugues de Bourgogne.
Hugues Ier de Bourgogne (né vers 1056 ou 1057, mort le 29 août 1093 à Cluny), est duc de Bourgogne de 1076 à 1079, puis moine à l'abbaye de Cluny, jusqu'à sa mort en 1093.

## Biographie
Hugues est le fils aîné d'Henri, fils héritier du duc de Bourgogne Robert Ier et de son épouse Sybille, et donc arrière-petit-fils du roi de France Robert II le Pieux.
Il est encore enfant à la mort de son père et son grand-père Robert Ier le Vieux le désigne comme son successeur. À la mort de celui-ci, il réclame la succession avec tant de fermeté que ses vassaux réunis à Dijon le proclament duc.
D'après certains historiens, Hugues Ier serait l'époux de Yolande ou Sybille de Nevers, fille de Guillaume Ier, comte de Nevers.
Les chroniques vantent sa justice et sa fermeté envers les vassaux indociles. Il aida le roi d'Aragon Sanche Ier à combattre les Maures. À la mort de sa femme, il abdique en faveur de son frère Eudes Ier Borrel pour devenir prieur de l'abbaye de Cluny.